# NGC 3210
NGC 3210 ist ein Doppelstern im Sternbild Draco. Das Objekt wurde am 26. September 1802 von Wilhelm Herschel entdeckt und fälschlicherweise in den NGC-Katalog aufgenommen.